# Monostori Ferenc
 Monostori (Marx) Ferenc (1909. január 26. – ?) magyar válogatott jégkorongozó. Az 1936-os téli olimpián, valamint az 1931-es és az 1933-as világbajnokságokon képviselte Magyarországot. Összesen öt mérkőzésen lépett jégre az előbb említett nemzetközi tornákon.